# いつか君と見た夜空
「いつか君と見た夜空」（いつかきみとみたよぞら）は、OUTER-TRIBEの2枚目のシングル。2011年1月26日にHIXNADEから発売された。

## 概要
前作「本当の自分」より2ヶ月ぶりの作品である。表題曲「いつか君と見た夜空」は、当バンドの前身バンド、Five Stones時代に発表されたシングル「Start of Stones」収録曲「夜空」を大幅にアレンジを加えたものとなっている。当バンドの楽曲に初のタイアップがついている。本作の購入特典にて、TSUTAYA・タワーレコード限定で、直筆サイン入りブロマイドが特典として添付された。

## 収録曲
作詞:P.Diamond、作曲:OUTER-TRIBE、編曲:大西省吾
1. いつか君と見た夜空 [3:58]
ストリングスアレンジ:高橋哲也
2. 終わりなき未来へ [3:31]
3. いつか君と見た夜空 (off vocal)
4. 終わりなき未来へ (off vocal)

## タイアップ
| 曲名               | タイアップ                                           |
| ------------------ | ---------------------------------------------------- |
| いつか君と見た夜空 | TBS系列『アッコにおまかせ!』エンディングテーマ       |
| いつか君と見た夜空 | 毎日放送『Weekly Music Magazine ヘルツ』パワープレイ |